# Чериани, Луиджи
Луиджи Чериани (итал. Luigi Ceriani; 23 января 1894, Милан — 8 октября 1969, там же) — итальянский шахматный композитор; автор ряда тем на ретроанализ. Опубликовал свыше 700 задач, преимущественно на ретроанализ.

## Книги
- 32 personaggi e 1 autore, Mil., 1955.